# Oudezijds Achterburgwal

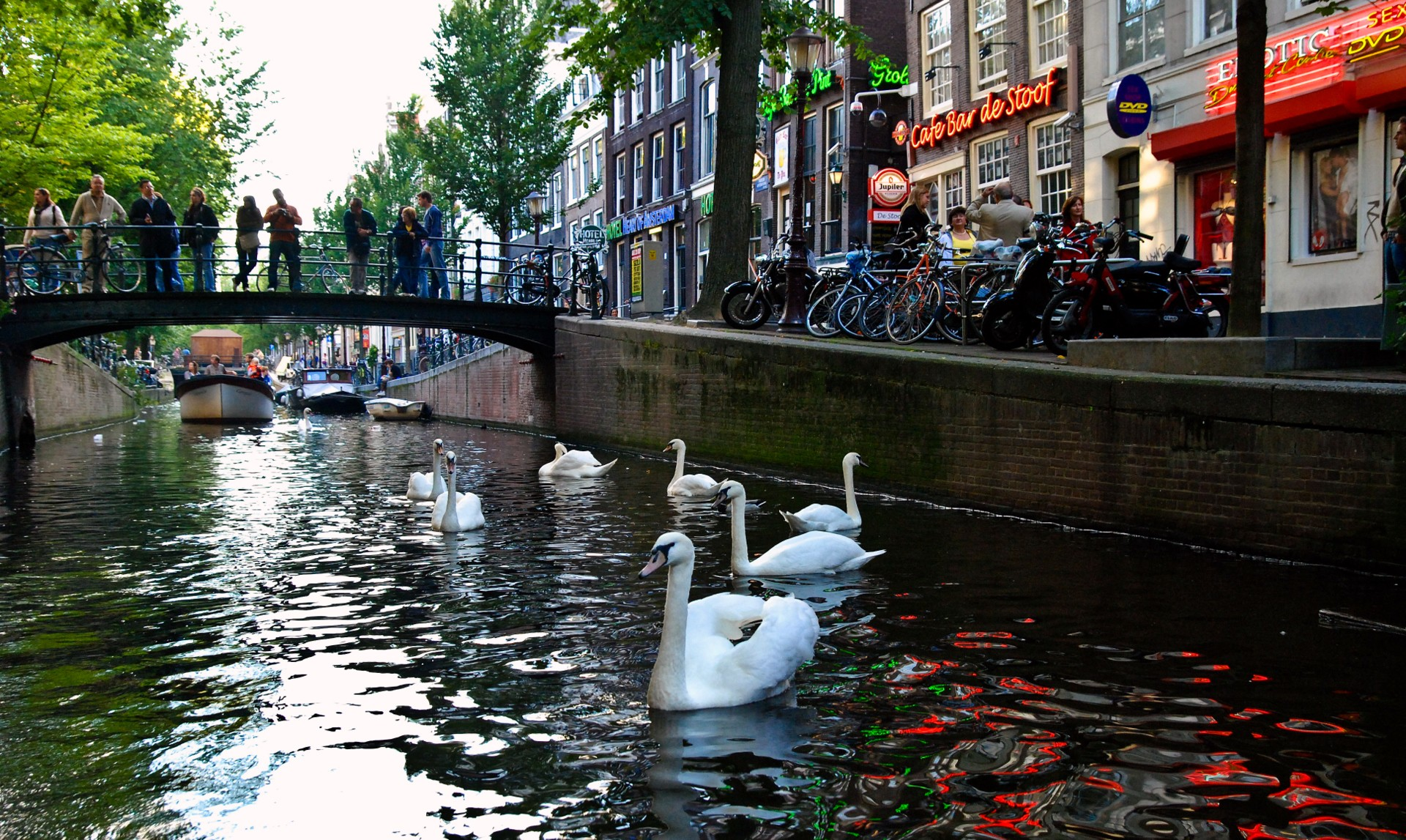
Knobbelzwanen in de gracht

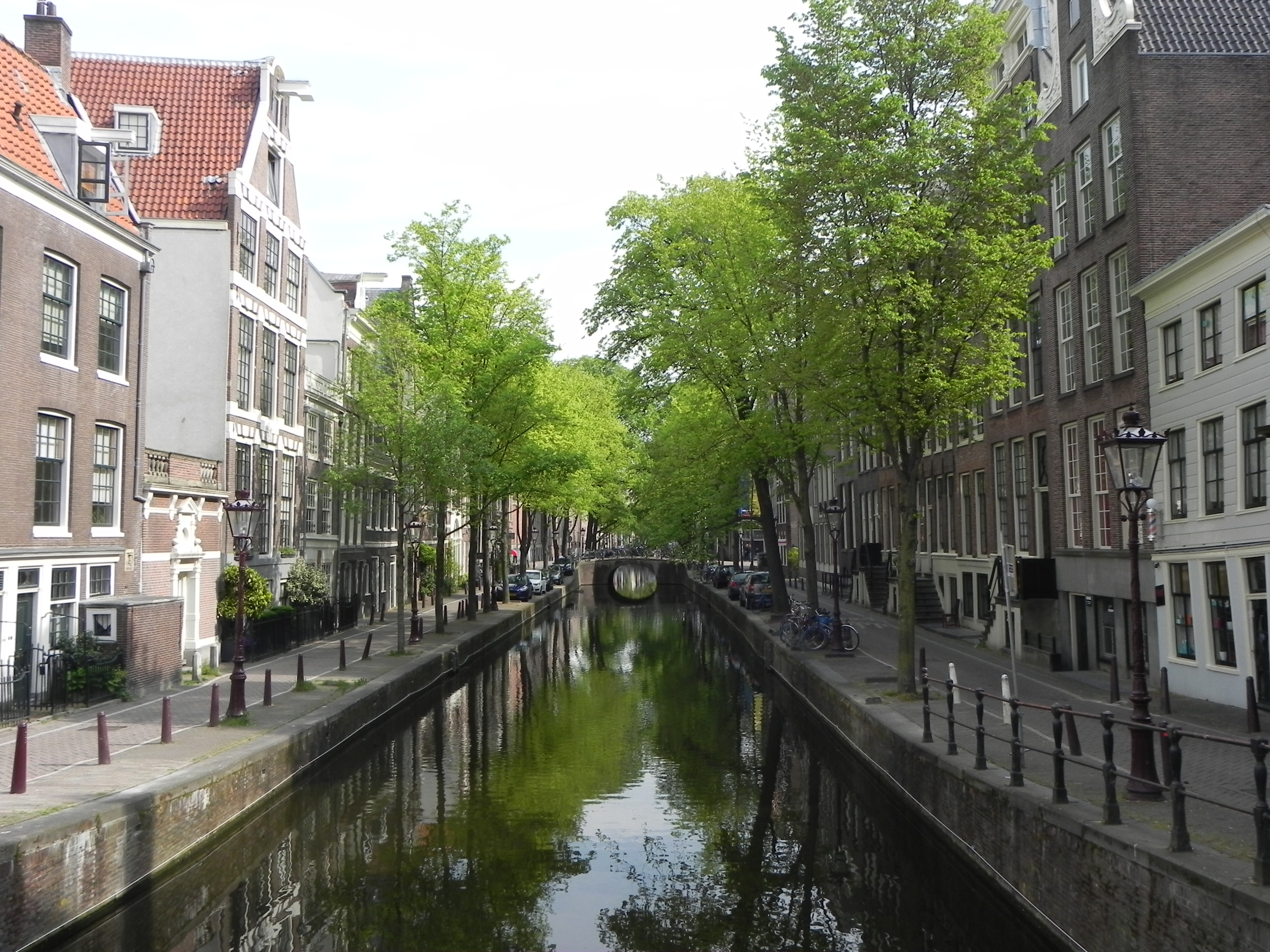
De Oudezijds Achterburgwal gezien van de Grimburgwal

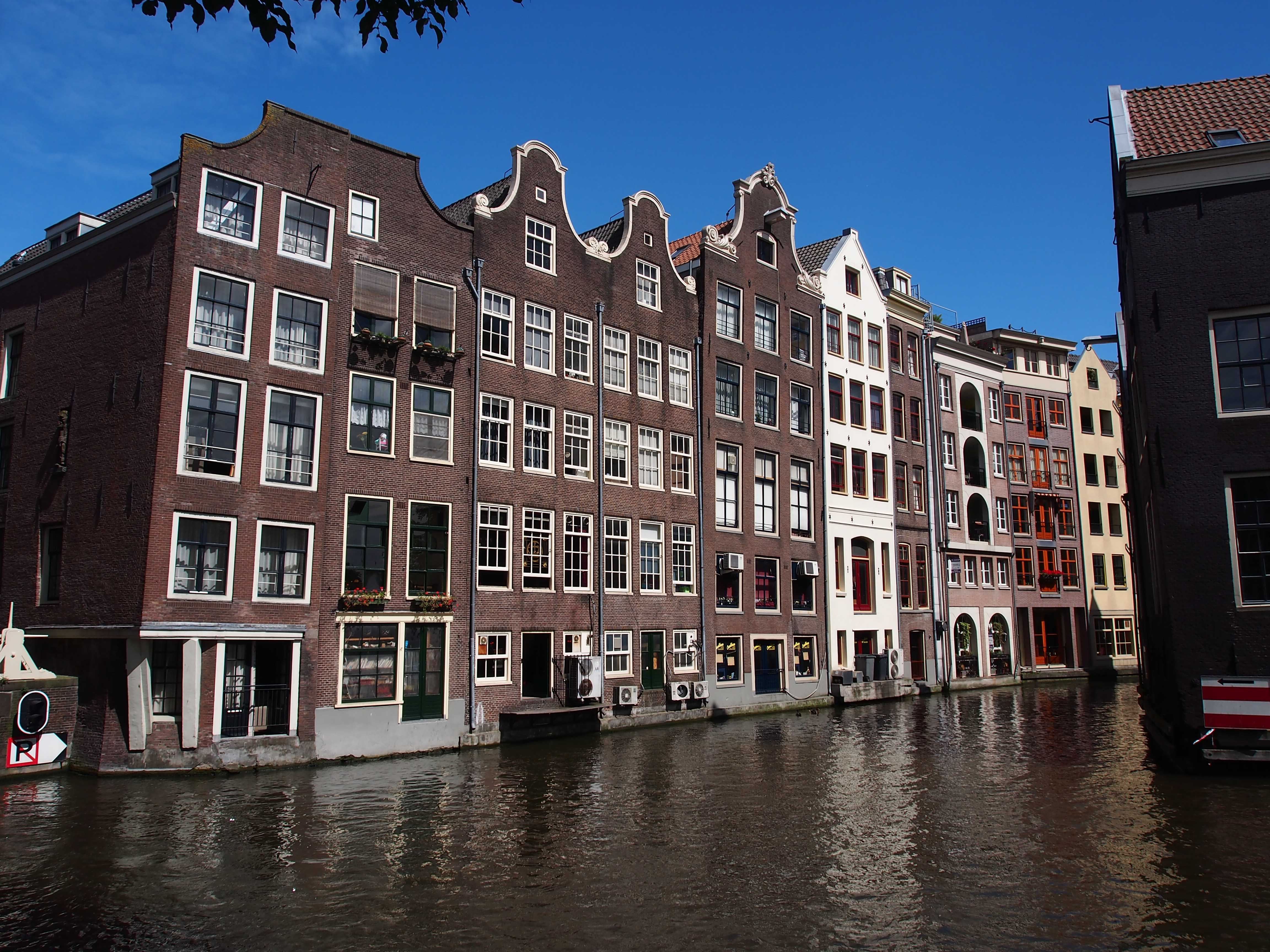
De huizen ten oosten van de Oudezijds Kolk aan de Zeedijk staan aan de achterzijde direct aan het water van de Oudezijds Achterburgwal.

De Oudezijds Achterburgwal, vaak afgekort tot OZ Achterburgwal, is een straat en gracht op de Wallen in het centrum van Amsterdam.

## Ligging en karakteristieken
Net als de Oudezijds Voorburgwal loopt de OZ Achterburgwal van de Grimburgwal in het zuiden naar de Zeedijk in het noorden, waar de gracht overgaat in de Oudezijds Kolk, de uitwatering op het IJ.
Ten noorden van de Korte Niezel/Korte Stormsteeg (waartussen brug 210) staan
de huizen aan de oostkant direct aan het water van de Oudezijds Achterburgwal; het zijn de achtergevels van de Zeedijk aan de achterzijde. Er is hier dus geen kade.

De kunstenaar Willem Witsen heeft een van deze gevels vastgelegd op de tekening Huizen aan een gracht te Amsterdam.
De brug over de OZ Voorburgwal tussen Oude Doelenstraat en Oude Hoogstraat (brug 215) vormt een scheidslijn tussen het rumoerige noordelijke Wallendeel en het rustige zuidelijke deel. Het noordelijke deel staat vol met seksshops, raamprostitutie, peepshows, bordelen, coffeeshops en kroegen. Ook het Hash Marihuana & Hemp Museum ligt aan het noordelijke deel van de OZ Achterburgwal. In het zuidelijk deel bevinden zich onder meer gebouwen van de Universiteit van Amsterdam, zoals het Binnengasthuis en de Oudemanhuispoort.

## Geschiedenis
De Oudezijds Achterburgwal maakt deel uit van de middeleeuwse stad en vormde ooit de oostelijke grens van Amsterdam.
De Amstel deelde Amsterdam tot eind 14e eeuw in twee vrijwel gelijke delen, de oude zijde met de Oude Kerk en de nieuwe zijde met de Nieuwe Kerk. Ter bescherming van de stad werd aan elke zijde een gracht gegraven met daarachter een burgwal, een aarden wal, voorzien van een houten palissade ter afscherming. Toen achter deze wallen omstreeks 1385 nieuwe wallen werden aangelegd, werd de bestaande wal de Voorburgwal en de nieuwe wal de Achterburgwal, en dit zowel aan de oude als de nieuwe zijde. Zo ontstonden de Oudezijds Voorburgwal, Oudezijds Achterburgwal, Nieuwezijds Voorburgwal en Nieuwezijds Achterburgwal (nu Spuistraat). De Oudezijds Achterburgwal werd in 1367 gegraven. Na een dijkdoorbraak in 1380 werd achter de OZ Achterburgwal een nieuwe dijk aangelegd, de Sint Antoniesdijk (1387).
Voor de Alteratie in 1578 stonden er in deze buurt veel kloosters. In Amsterdam bevonden zich 16 vrouwenkloosters en drie mannenkloosters, waarvan de meeste aan de Oudezijds Achterburgwal. De namen van veel zijstraatjes van de OZ Achterburgwal herinneren nog aan dit verleden, zoals de Bethaniënstraat en Monnikenstraat.
Ook het Spinhuis, een vrouwengevangenis voor zwervers en bedelaars, stond aan de OZ Achterburgwal, net als het Engels weeshuis op de hoek van de Stoofsteeg gevestigd in een van die opgeheven kloosters.
De OZ Achterburgwal werd in 2006 opgeknapt door de gemeente Amsterdam. De gemeente kondigde in december 2007 aan dat de raamprostitutie in het Wallengebied drastisch verminderd zou worden. Bordeeleigenaar en verhuurder Charles Geerts werd min of meer gedwongen om 51 van zijn "ramen" aan de OZ Achterburgwal aan de gemeente te verkopen. In de vrijgekomen panden mochten 15 modeonderwerpers vanaf 7 januari 2008 een jaar lang wonen en werken. Aan OZ Achterburgwal 121 kwam een winkel waar hun ontwerpen verkocht zouden worden.
Het aantal ramen op de OZ Achterburgwal zal in het kader van het Project 1012 verder gereduceerd worden door meer panden aan te kopen. De OZ Achterburgwal en zijstegen is echter een van de weinige gebieden waar de raamprostitutie niet geheel zal verdwijnen.

## Bekende gebouwen

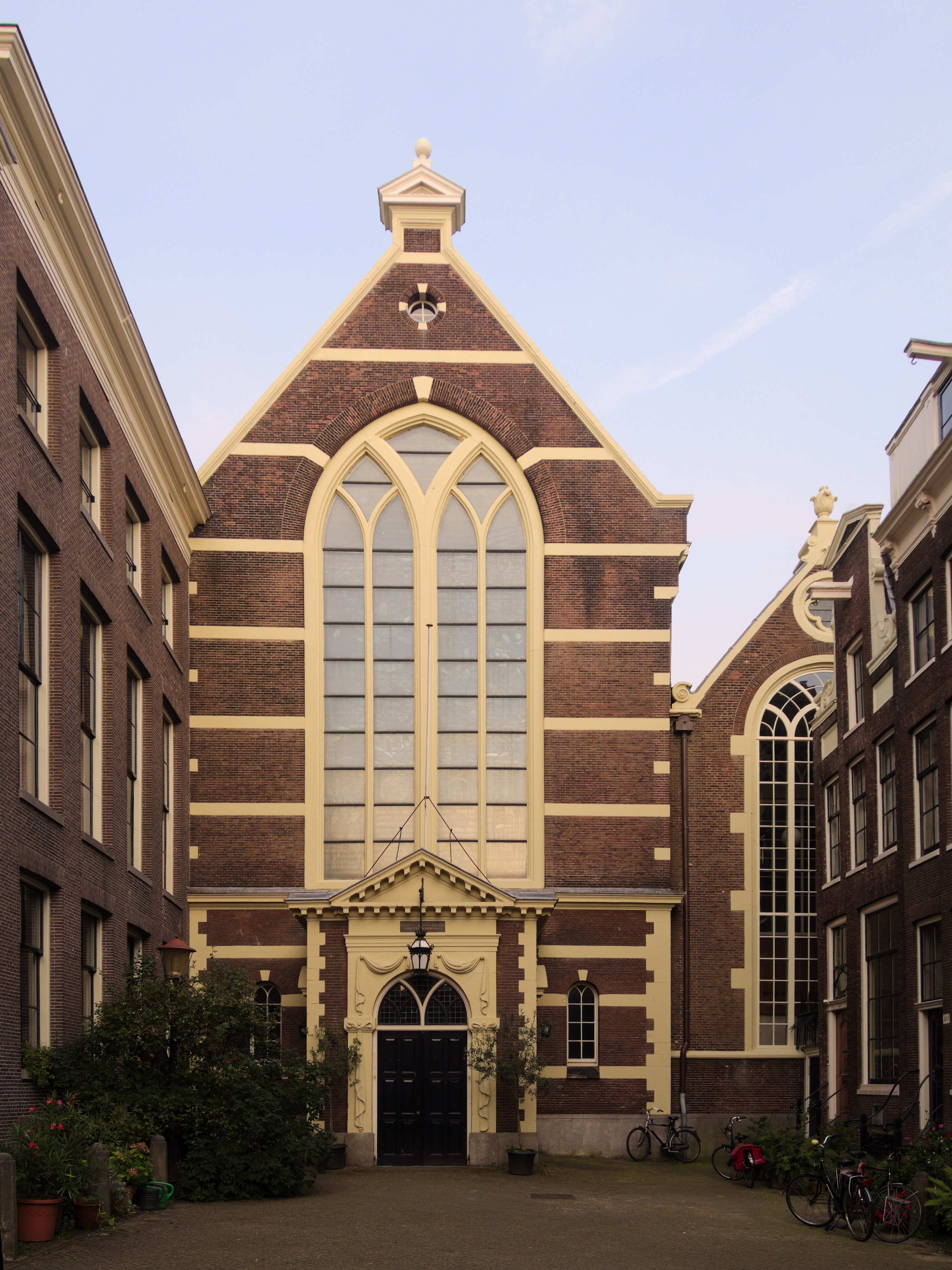
De Waalse Kerk.

Enkele bekende bouwwerken aan de OZ Achterburgwal zijn:
- De Oudemanhuispoort, een overdekte doorgang tussen de OZ Achterburgwal en Kloveniersburgwal. Hierin wordt al eeuwenlang een boekenmarkt gehouden. Het Oudemanhuispoortcomplex is een van de hoofdlocaties van de Universiteit van Amsterdam.
- De Waalse Kerk, oorspronkelijk de kapel van het Paulusbroedersklooster. Deze kapel, ingewijd in 1496, verving een eerdere kapel die vermoedelijk in de stadsbrand van 1452 werd verwoest.[6] De kerk ligt aan een klein plein, het Walenpleintje.
- De Gecroonde Raep, een grachtenhuis aan de Oudezijds Voorburgwal met het achterhuis aan de Oudezijds Achterburgwal (nummer 46A).

De OZ Achterburgwal telt meer dan 100 rijksmonumenten waaronder monument 8, het pand waarin de Bananenbar is gevestigd.
Nr. 143, in de 17e eeuw "Het Hart" genoemd, bood in 1780 - 81 ruim een half jaar onderdak aan John Adams, die naar de Republiek was gekomen om erkenning van de Verenigde Staten en financiële steun te vragen. Hij was hier in pension bij een weduwe tot hij in 1781 een pand aan de Keizersgracht betrok.

## Bruggen
Over de Oudezijds Achterburgwal ligt een aantal bruggen (van noord naar zuid):
- brug 209; genaamd Vredenburgerbrug tussen Vredenburgersteeg en Spooksteeg
- brug 210, tussen Korte Niezel en Korte Stormsteeg
- brug 211, tussen Oudekennissteeg en Molensteeg
- brug 214, genaamd Stoofbrug, leidt vanuit de Stoofsteeg over de gracht
- brug 215, genaamd Paulusbroedersluis tussen Oude Doelenstraat en Oude Hoogstraat
- brug 216, enigszins scheef liggende brug tussen Sint Agnietenstraat en Rusland
- brug 218, op de kruising met de Grimburgwal
- Vanaf oktober 2015 wordt er voor deze gracht gewerkt aan een experimentele brug. De stalen brug wordt naar een ontwerp van Joris Laarman gefabriceerd vanuit een 3D-printer, die haar werk doet op een bouwlocatie op de NDSM-werf in Amsterdam-Noord. Werkzaamheden aan die brug konden beginnen nadat de Amsterdamse politica Kajsa Ollongren het startsein had gegeven door een lintje door te knippen. De brug wordt geleverd door een samenwerking tussen Bouwbedrijf Heijmans NV en MX3D, een start-upbedrijf. In eerste instantie werd al gedacht dat na een aantal experimenten de brug ter plekke kon worden geprint, doch dat bleek een (nog) niet haalbaar proces. In 2017 waren de inzichten al deels veranderd, men hoopte toen dat een volgende brug ter plaatse kon worden gefabriceerd. Dat kwam voor deze brug nog te vroeg. De brug zou eerst in 2017 opgeleverd moeten worden, maar later schatte men in dat oplevering vanaf maart 2018 of aan het eind van dat jaar kon plaatsvinden.[8][9][10] Uiteindelijk werd de brug in juli 2021 geopend door Koningin Maxima.[11] En zou deze brug mede bedoeld voor onderzoek in gebruik zijn voor zo'n twee jaar.